# Zebraplatys
Zebraplatys Zabka, 1992 è un genere di ragni appartenente alla famiglia Salticidae.

## Distribuzione
Le cinque specie oggi note di questo genere sono diffuse prevalentemente in Australia: solo la Z. bulbus è endemica dell'isola di Taiwan.

## Tassonomia
A dicembre 2010, si compone di cinque specie:
- Zebraplatys bulbus Peng, Tso & Li, 2002 — Taiwan
- Zebraplatys fractivittata (Simon, 1909)[2] — Australia occidentale
- Zebraplatys harveyi Zabka, 1992 — dall'Australia meridionale al Nuovo Galles del Sud
- Zebraplatys keyserlingi Zabka, 1992 — Australia occidentale
- Zebraplatys quinquecingulata (Simon, 1909) — Australia occidentale